# 达科他城 (爱荷华州)
达科他城（英語：Dakota City）是美国艾奥瓦州洪堡郡的城市和县城。2010年美国人口普查时人口为843人。达科他城与更大的洪堡市共享西部边界。 这是爱荷华州人口最少的县城。